# Niccolò di Ser Sozzo Tegliacci

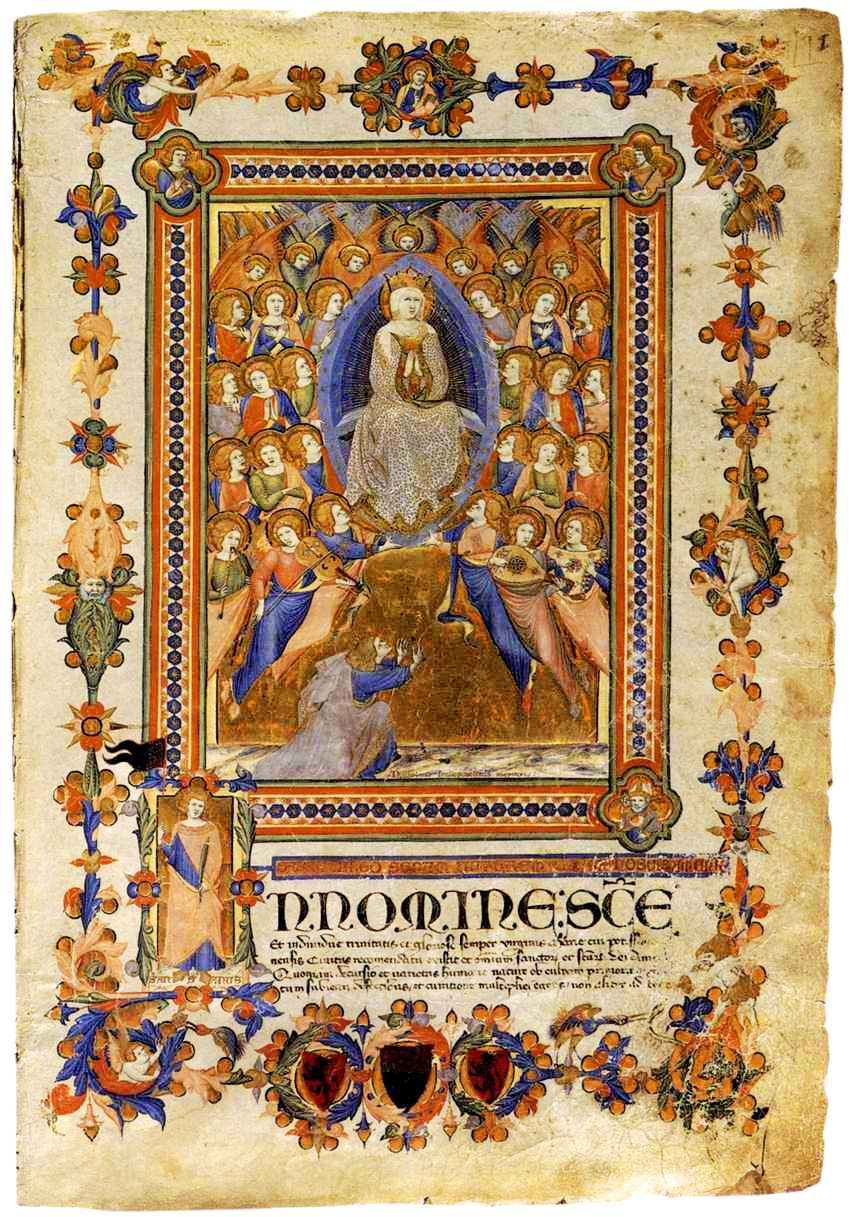
El Caleffo del Assunta, en el Archivo del Estado de Siena

Niccolò di ser Sozzo Tegliacci (Siena, Italia, 1334–1363) fue un pintor e iluminador de manuscritos italiano. Destacó como pintor de paneles y miniaturas a mediados del siglo XIV en Siena y compiló códigos musicales de naturaleza religiosa.

## Biografía
Aunque se desconoce gran parte de su vida, se sabe que estuvo activo alrededor de la mitad del siglo XIV, entre 1334 hasta su muerte en 1363. Se le atribuye una Asunción, que constituye el frontispicio de un caleffo, conservada en la sección de las "Riformagioni"  del Archivo del Estado de Siena. A partir de esta obra le han sido atribuidos otros trabajos sobre pergamino, al igual que algunos cantorini y pinturas sobre tabla.
Su estilo es cercano al de Luca di Tomme, con influencia de Simone Martini, y en especial de los hermanos Lorenzetti. Fue uno de los pintores y miniaturistas más importantes de la Escuela sienesa.